# Medal Ministerstwa Sprawiedliwości dla Rannych na Służbie
Medal Ministerstwa Sprawiedliwości dla Rannych na Służbie (duń. Justitsministeriets Medalje for Sårede i Tjeneste, skr. Jum.M.S.) – duńskie cywilne odznaczenie ustanowione 12 kwietnia 2019, przyznawane przez ministra sprawiedliwości osobom pracującym dla wymiaru sprawiedliwości, którzy podczas pełnienia obowiązków służbowych zostali poważnie ranny, doprowadzeni do inwalidztwa lub doznali poważnych szkód psychicznych. W przypadku nadań pośmiertnych medal wręczany jest najbliższej rodzinie odznaczanego.
W duńskiej kolejności starszeństwa odznaczeń znajduje się obecnie (na listopad 2021) za Medalem Obrony dla Rannych na Służbie, a przed Medalem Obrony za Wzorową Służbę.
Administracją medalu zajmuje się Ministerstwo Sprawiedliwości.
Odznaka ma formę medalu o średnicy 30 mm, wykonywana jest ze srebra i pozłacana. Na awersie znajduje się korona o kształcie znanym z logo ministerstwa, otoczona napisem „JUSTITSMINISTERIET” (pol. MINISTERSTWO SPRAWIEDLIWOŚCI). Na rewersie umieszczany jest wieniec dębowy, a w jego wnętrzu napis „SÅRET I TJENESTE” (RANNY NA SŁUŻBIE), imię i nazwisko odznaczanego i rok otrzymania rany. Medal mocowany jest do wiązanej w pięciokąt białej wstążki z jednym węższym i po obu jego stronach – dwoma szerszymi granatowymi paskami, wzdłuż środka wstążki. Drugie nadanie medalu dla rannych oznaczane jest poprzez umieszczenie na wstążce lub baretce srebrnego dębowego liścia (oznaki męstwa), a trzecie nadanie – złotego dębowego liścia.